# Richmond Boakye
Richmond Boakye (Accra, 28 januari 1993) is een Ghanees voetballer die bij voorkeur als aanvaller speelt. Hij debuteerde in 2012 in het Ghanees voetbalelftal.

## Clubcarrière
Boakye speelde in zijn vaderland in de jeugd van Bechem United en DC United waarna hij in 2008 op vijftienjarige leeftijd werd opgenomen in de opleiding van Genoa. Hier debuteerde hij in het seizoen 2009/10 in het eerste elftal, in de Serie A. Genoa verhuurde Boakye in 2001 voor een jaar aan UD Sassuolo. Hier scoorde hij twaalf keer in 34 wedstrijden in de Serie B. Boakye tekende op 16 juli 2012 een vijfjarig contract bij Juventus, dat vier miljoen euro voor hem betaalde. Juventus verhuurde hem meteen aan US Sassuolo en vervolgens aan Elche CF. De club deed hem in 2014 definitief over aan Atalanta Bergamo. Dat verhuurde Boakye in augustus 2015 op zijn buurt voor een jaar aan Roda JC Kerkrade, dat net was gepromoveerd naar de Eredivisie. Na een teleurstellend half jaar verliet hij de club alweer en keerde terug bij Atalanta. In januari 2016 werd hij verkocht aan Serie B-club US Latina Calcio. In 2017 speelde hij eerst op huurbasis voor Rode Ster Belgrado dat hem na het faillissement van Latina overnam. Voor Rode Ster scoorde Boakye 27 doelpunten in 30 wedstrijden en hij werd per begin 2018 gecontracteerd door het Chinese Jiangsu Suning. Medio 2018 keerde hij weer terug bij Rode Ster. In december 2020 werd zijn contract ontbonden. In februari 2021 verbond Boakye zich aan het Poolse Górnik Zabrze.

## Interlandcarrière
Hij won met Ghana onder 20 een bronzen medaille op het wereldkampioenschap voetbal onder 20 - 2013. Boakye debuteerde op 15 augustus 2012 in het Ghanees voetbalelftal, in een oefeninterland tegen China. De wedstrijd eindigde in 1-1. Boakye scoorde de gelijkmaker op aangeven van Kwadwo Asamoah.

## Erelijst
US Sassuolo
- Kampioen Serie B

2012/13